# Жар тіла
«Жар тіла» (англ. Body heat) — американський художній фільм-трилер знятий у жанрі  нео-нуар 1981 року. Фільм був зроблен під впливом фільму 1944 року «Подвійна страховка». Фільм є рижесерським дебютом Лоуренса Кездана, та акторским дебютом Кетлін Тернер.

## Сюжет
Дія відбувається у Флориді. Після випадкового знайомства на набережній у адвоката Неда Расіна (Вільям Герт) починається бурхливий роман з Метті Вокер (Кетлін Тернер), жінкою багатого бізнесмена. Як виявилося пізніше насправді Метті шукала собі компаньона бо планувала позбутися свого чоловіка і прибрати до рук його чималі статки. Нед вбиває її чоловіка та спалює тіло за допомогою часового механізму який він придбав у Тедді (Міккі Рурк), експерта з  запалювальної зброї. Здавалося, злочин скоєно ідеально, проте незабаром його розкрито. Нед опиняється у в'язниці, а Метті вдається інсцинувати свою загибель і втекти